# Système d'information pour le commandement des forces

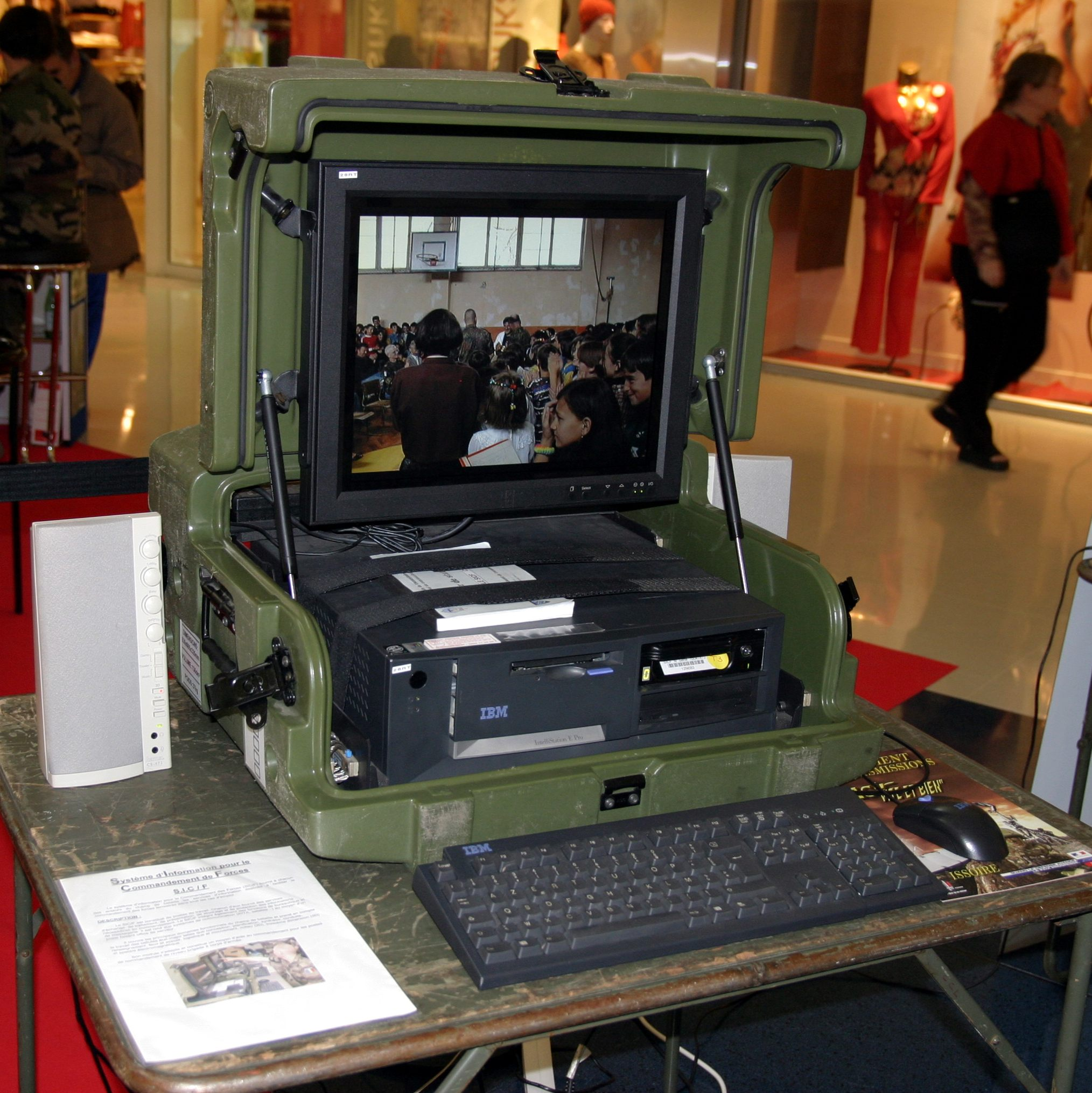
Un ordinateur de campagne IBM utilisé pour le SICF en 2006.

Le Système d'Information pour le Commandement des Forces (SICF) est un système d'aide au commandement du niveau des états-majors de forces (corps d'armée, division, brigade) qui fait partie de la NEB (Numérisation de l'Espace de Bataille) dont il est un maillon essentiel, au sein de l'Armée de terre française. Il est développé dans les années 2000 par Thales. Il est composé de logiciels et de fonctions intégrés à l'environnement Windows de Microsoft (Windows XP, Windows 2003 Server, Exchange 2003, Pack Office).
Son système de messagerie, permet, par le pré-formatage des messages tactiques usuels, un gain de temps important dans la rédaction et la diffusion des ordres. Ceux-ci sont essentiellement rédigés de manière graphique, à l'aide de fonds de cartes. À ce titre SICF comprend un outil de messagerie traditionnel, reposant sur Exchange et Outlook, et un outil de messagerie dit "formelle" venant s'y superposer.
D'autre part, plusieurs outils, et notamment l’Éditeur Tactique, viennent en aide aux états-majors dans l'analyse des situations et l'élaboration des ordres.
SICF étant nécessairement supporté par un réseau informatique, le partage des données entre les différents utilisateurs permet à chacun d'entre eux d'être constamment informé, et de réagir au plus vite.
Le SICF est interopérable avec les systèmes d'information pour le commandement des autres armées (Armée de l'air et Marine nationale), avec certains systèmes alliés, et surtout avec d'autres systèmes inter-armes (martha, sitel, atlas, etc.)
En juin 2008, le SICF a été testé à l'exercice Coalition Warrior Interoperability Demonstration avec d'autres systèmes alliés (Allemagne, Espagne, Suède,...).